# Nolana sessiliflora
Nolana sessiliflora är en potatisväxtart som beskrevs av Rodolfo Amando Philippi. Nolana sessiliflora ingår i släktet cymbalblommor, och familjen potatisväxter. Inga underarter finns listade i Catalogue of Life.